# Sesbania punicea
Sesbania punicea là một loài thực vật có hoa trong họ Đậu. Loài này được (Cav.) Benth. miêu tả khoa học đầu tiên.

## Hình ảnh

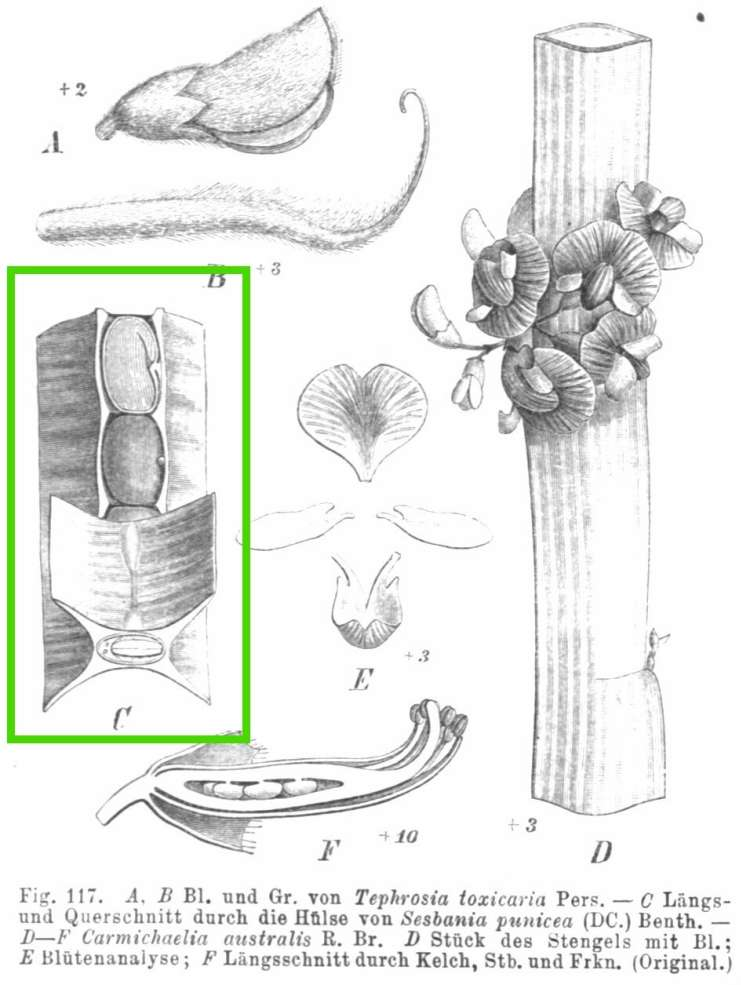
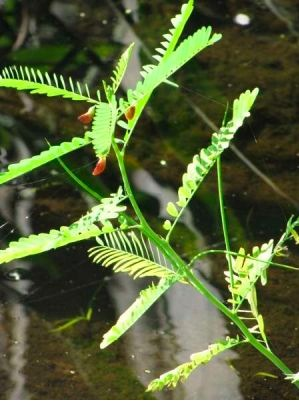
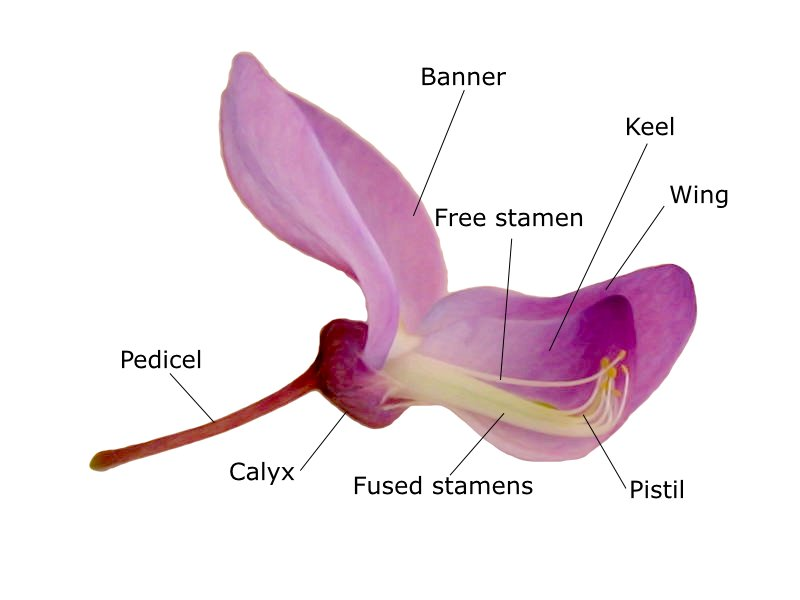
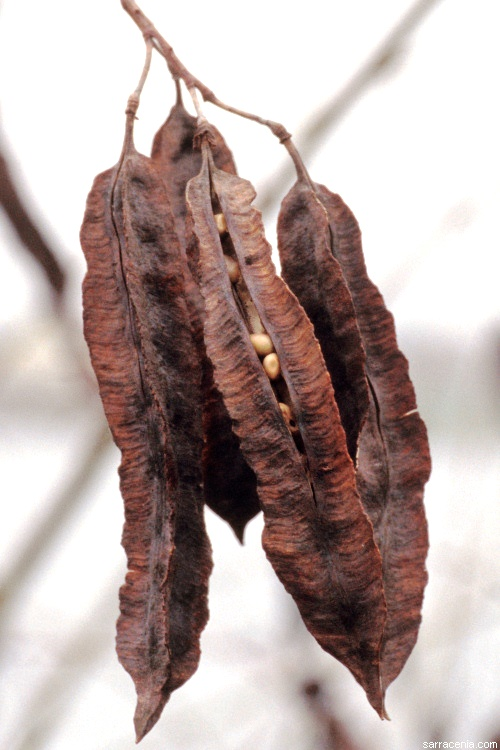